# Fortificația Rostock

Fortificația Rostock

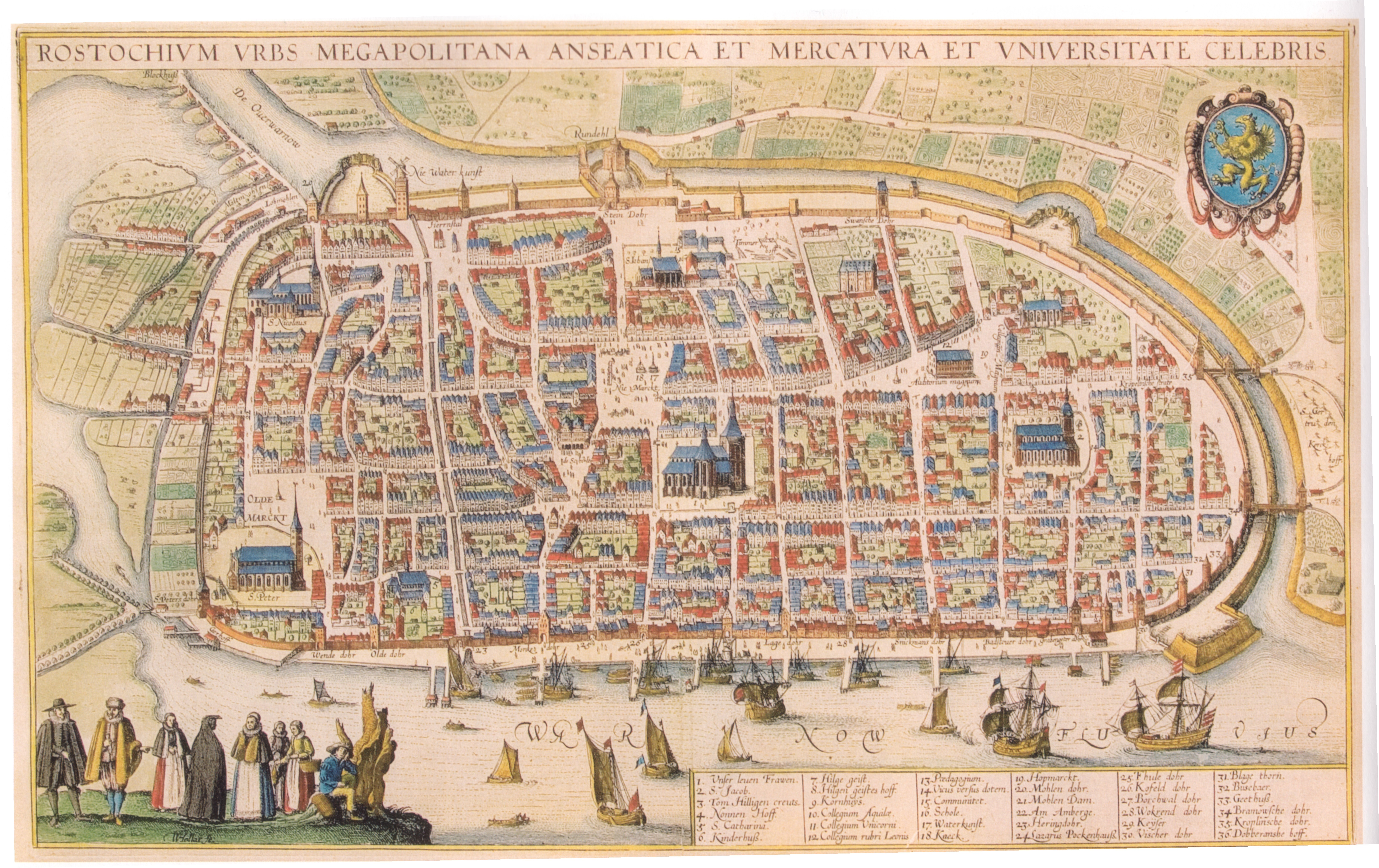

Fortificația Rostock din secolul XIII a înconjurat orașul Rostock, la început în1265 zidul cu 20 de porți de intrare, a cuprins la o distanță de trei kilometri de cele trei părți centrale ale orașului. Este de menționat că existau porți pe uscat și porți spre mare situate pe ștrand. Toată construcția a fost terminată In timpul lui Wallenstein în războiul de treizeci de ani (1618-1648). In secolul XIX prin extinderea orașului, s-a depășit zwingerul, din care cauză zidurile au fost reduse ca întindere și înălțime, proces finalizat de bombardamentele din timpul celui de al doilea război mondial și de perioada de după război când materialul din zidurile rămase au fost folosite ca material de construcție. 
Au mai rămas în prezent trei porți masive de uscat (Steintor, Kuhtor, Kröpeliner Tor), o poartă pe ștrand (Mönchentor) ca și turnul  (Lagebuschturm) precum resturi din zidul de apărare cu o lungime de 1300 m, unele din aceste construcții rămase au fost reconstruite în 1930.